# Julius Klimek
Julius Klimek (* 8. April 1897 in Nemile bei Mährisch Schönberg; † 8. Februar 1950 in Valašské Meziříčí, Tschechoslowakei) war ein tschechoslowakischer katholischer Geistlicher, Religionslehrer sowie Politiker und Abgeordneter.

## Leben
Der Vater Hynek Klimek war ein katholischer aktiver Christdemokrat und lebte im Bezirk Mährisch Schönberg, der damals zu Österreich-Ungarn gehörte. Julius Klimek absolvierte das Gymnasium in Hohenstadt und sammelte für Leoš Janáček die Volkslieder der nordmährischen Heimat. Anschließend studierte er Katholische Theologie in Olmütz, empfing im Jahr 1919 die Priesterweihe und wurde Kaplan in Freistadt. Unterdessen war nach dem Ende des Ersten Weltkriegs die Tschechoslowakische Republik entstanden und Klimek wurde Mitglied der Křesťanská a demokratická unie – Československá strana lidová, KDU-ČSL (Christliche und demokratische Union – Tschechoslowakische Volkspartei). Zusammen mit dem Bruder Adolf Klimek engagierte er sich für den Aufbau und die politische Bedeutung dieser Volkspartei.
Bis zum Jahr 1934 war er als Religionslehrer am Lehrerseminar und Gymnasium in Valašské Meziříčí angestellt und ab dem Jahr 1935 lehrte er als Religionslehrer an dem tschechischsprachigen Schulverein Komenský, benannt nach Johann Amos Comenius, in Wien. Julius Klimek war vom 27. Oktober 1945 bis zum 16. Mai 1946 Abgeordneter für die KDU-ČSL bei der Vorläufigen tschechoslowakischen Nationalversammlung (Prozatimní národní shromáždění). Nach den Parlamentswahlen in der Tschechoslowakei 1946 war er von Juni 1946 bis zum 30. Mai 1948 Mitglied der Konstituierenden Nationalversammlung der Tschechoslowakei, deren Ziel die Ausarbeitung und Verabschiedung einer neuen tschechoslowakischen Verfassung war. Bis zum Februarumsturz 1948 wirkte er im Finanz- und Kulturausschuss der Nationalversammlung.
Sein Neffe war der Prager Historiker Antonín Klimek (1937–2005).